# Thái sư
Thái sư (太師) là chức quan đứng đầu trong "Tam thái", bao gồm: Thái sư, Thái phó (太傅), Thái bảo (太保). Đây là chức quan tuy không đứng đầu triều trong chế độ phong kiến nhưng phẩm trật còn cao hơn cả chức vụ tể tướng, tuy nhiên, không phải triều đại nào cũng đặt ra chức thái sư và chức thái sư ít khi có quyền lực thực tế. Trong lịch sử Việt Nam có một vị thái sư nổi tiếng là Thái sư Trần Thủ Độ, người có vai trò quan trọng trong việc đảo chính lật đổ nhà Lý và lập nên nhà Trần. Thái sư còn là chức vinh phong cho một số đại thần sau khi chết, ví dụ như thời Hậu Lê, sau khi Thái úy Nguyễn Xí chết, ông được vua Lê Thánh Tông phong hàm Thái sư.

## Thái sư trong lịch sử Việt Nam

### Thời Tiền Lý
- Tinh Thiều

### Thời Tiền Lê
- Hồng Hiến

### Thời Lý
- Đào Cam Mộc
- Lương Nhậm Văn
- Lý Đạo Thành
- Lê Văn Thịnh
- Đỗ Kính Tu

### Thời Trần
- Trần Thủ Độ: Quốc Thượng Phụ, Trung Vũ Đại Vương
- Trần Quang Khải: Thượng tướng Thái sư, Chiêu Minh Đại Vương
- Trần Nhật Duật: Tá thánh Thái sư, Chiêu Văn Đại vương
- Lê Quý Ly: Nhập nội Phụ Chính Thái Sư Bình chương quân quốc trọng sự, Tuyên trung vệ quốc đại vương

### Thời Lê
- Nguyễn Xí, truy phong thái sư Cương quốc công
- Đinh Liệt, thái sư Lân quận công.
- Nguyễn Kim, thái sư Hưng quốc công chưởng nội ngoại sự.
- Lại Thế Vinh, thái sư Dương quốc công
- Trịnh Kiểm, thái sư Lương quốc công.

## Thái sư trong lịch sử Trung Quốc
- Thời Chu: Thái Công Vọng, Chu Công Đán, Hoa Công Cơ
- Tây Hán: Tôn Quang Mã Cung
- Đông Hán : Đổng Trác
- Tào Ngụy: Tư Mã Sư
- Thành Hán: Phạm Trưởng Sinh
- Hán Triệu: Lưu Cảnh
- Đường: Quách Tử Nghi, Lý Khắc Dụng, Chu Ôn
- Hậu Chu: Phùng Đạo, Quách Tùng Ý
- Tống: Triệu Ngụy, Triệu Nguyên Hữu, Triệu Nguyên Phi, Trưởng Tôn, Sử Kiết, Bàng Hồng,
- Kim: Trưởng Kiết, Hồ Sa Hổ
- Nguyên: Mộc Hoa Lê
- Minh: Trương Cư Chính